# HMS Cottesmore (L78)
Pour les autres navires du même nom, voir HMS Cottesmore.
Le HMS Cottesmore est un destroyer de classe Hunt de type I de la Royal Navy, qui participa aux opérations navales contre la Kriegsmarine (marine Allemande) pendant la seconde Guerre mondiale.

## Construction
Le Cottesmore est commandé le 11 avril 1939 dans le cadre du programme de construction d'urgence de la guerre de 1939 pour le chantier naval de Yarrow Shipbuilders à Glasgow en Ecosse, sous le numéro de travail J1837. La pose de la quille est effectuée le 12 décembre 1939, le Cottesmore est lancé le 5 septembre 1940 et mis en service le 29 décembre 1940.
Il est parrainé par le Comté de Rutland dans le cadre de la Warship Week (semaine des navires de guerre) en 1942.

## Histoire

### Seconde Guerre mondiale

#### 1941
Après avoir terminé la mise en service, le Cottesmore déménage à Portland à la fin de décembre 1940, où il continue à être entièrement équipé, puis transféré à Sheerness en janvier 1941, où il rejoint la 21e division de Destroyers sous la Home Fleet. Le navire entreprend des patrouilles côtières et des escortes dans la région de la mer du Nord
Le 6 février, le Cottesmore est affecté avec les destroyers Atherstone (L05), Broadwater (H81) et Keppel (D84) pour escorter le convoi WS6A pendant le voyage d'Avonmouth à Clyde, puis continuer sur le viaduc dans la zone d'approche ouest depuis le 9 février; le Cottesmore, le Atherstone et le Keppel se séparent du convoi WS6A le 12 février, poursuivant leurs fonctions de patrouille et d'escorte,,.

#### 1942
Le 12 février 1942, le Cottesmore est envoyé avec les navires de guerre des 16e et 21e armées dans une campagne pour empêcher les cuirassés allemands Gneisenau và Scharnhorst au départ de Brest, en France, de traverser la Manche pour rejoindre Kiel en Allemagne,.
Le 17 mars, alors qu'ils escortaient un convoi, le Cottesmore et d'autres escortes ont arrêté les torpilleurs ennemis : les Schnellboote au large de Lowestoft. Le 26 juillet, il participe à une opération d'interception de convois côtiers ennemis, faisant couler deux bateaux de pêche au large de Cherbourg. Il est touché par un avion aérien ennemi et subit des dommages mineurs et trois victimes. Après les réparations, il continue ses patrouilles et son escorte de navigation côtière dans la mer du Nord et la Manche.
Le 13 octobre, le Cottesmore est envoyé, avec les destroyers Quorn (L66), Albrighton (L12), HNoMS Glaisdale et HNoMS Eskdale et deux équipes de torpilleurs, d'intercepter le croiseur auxiliaire Komet qui tente de s'échapper vers l'Atlantique par la Manche (mer). La force d'interception est confronté à des navires ennemis par des torpilles allemandes; le Komet est finalement coulé par deux torpilles du torpilleur MTB 236 avec une perte totale pour l'équipage,.

#### 1943 - 1944
Le Cottesmore a continué à patrouiller et à escorter le transport côtier dans la mer du Nord et la Manche tout au long de 1943 et au début de 1944. En mai 1944, il est mobilisé pour participer à l'opération Neptune, action navale dans le cadre du débarquement de Normandie. Il se rend à Solent pour rejoindre la Force G dans le cadre du débarquement, et le 5 juin, il fait partie avec le Pytchley (L92) et trois torpilleurs escortant la force G2 sur les plages de Gold Beach. Présent dans la zone des Forces spéciales de l'Ouest le 6 juin, il tire avec son artillerie pour soutenir le débarquement, puis escorte les convois suivants ainsi que des patrouilles pour empêcher les ripostes des navires de surface et des sous-marins ennemis,,.
En août, le Cottesmore retourne en service de patrouille et d'escorte de transport côtier avec la 21e flottille de destroyers. Le 1er novembre, il rejoint son sister-ship Garth (L20) et le navire-moniteur Erebus (I02) và Roberts (F40) pour Walcheren aux Pays-Bas en bombardant des positions ennemies.

#### 1945
Le Cottesmore continue ses fonctions de patrouille et d'escorte pour le transport côtier en mer du Nord. À cette époque, l'ennemi intensifie ses activités de minage et de démolition avec des torpilleurs et des sous-marins équipés de snorkels dans la zone d'approche sud-ouest. Dans le même temps, alors que les bases de l'armée de l'air allemande le long de la côte française étaient supprimées, des convois transatlantiques sont détournés à travers la Manche pour atteindre les ports de la côte est de l'Angleterre. La patrouille et l'escorte devraient être complétées,.

### Après guerre
Après la reddition des nazis, le Cottesmore escorte des dragueurs de mines à Cuxhaven pour l'occupation, puis a rejoint la Harwich Escort Force pour soutenir les navires des forces d'occupation, avant d'être transféré à la flottille Home Fleet de Portsmouth en août 1945. Il est désarmé et réduit au statut de Réserve en février 1946 à Devonport et y est resté jusqu'à ce qu'il soit inscrit sur la liste des ventes en 1956.
Il est vendu à l'Égypte en 1956 et après un carénage de neuf mois à Cowes, il est renommé Ibrahim El Awal. Le navire est resté dans la marine égyptienne sous deux autres noms Mohamed Alj El Kebir et Port Saïd. Il est utilisé comme navire-école jusqu'en 1972 lorsqu'il est démantelé.

### Honneurs de bataille
- Mer du Nord 1941-1945
- Manche 1942-1944
- Normandie 1944